# August Herbart
August Herbart (* 1. Dezember 1851 in Wölferbütt; † 24. Oktober 1936 in Eisenach; vollständiger Name August Nikolaus Herbart) war ein deutscher Mundartdichter.

Geburtshaus von August Herbart (links im Bild)

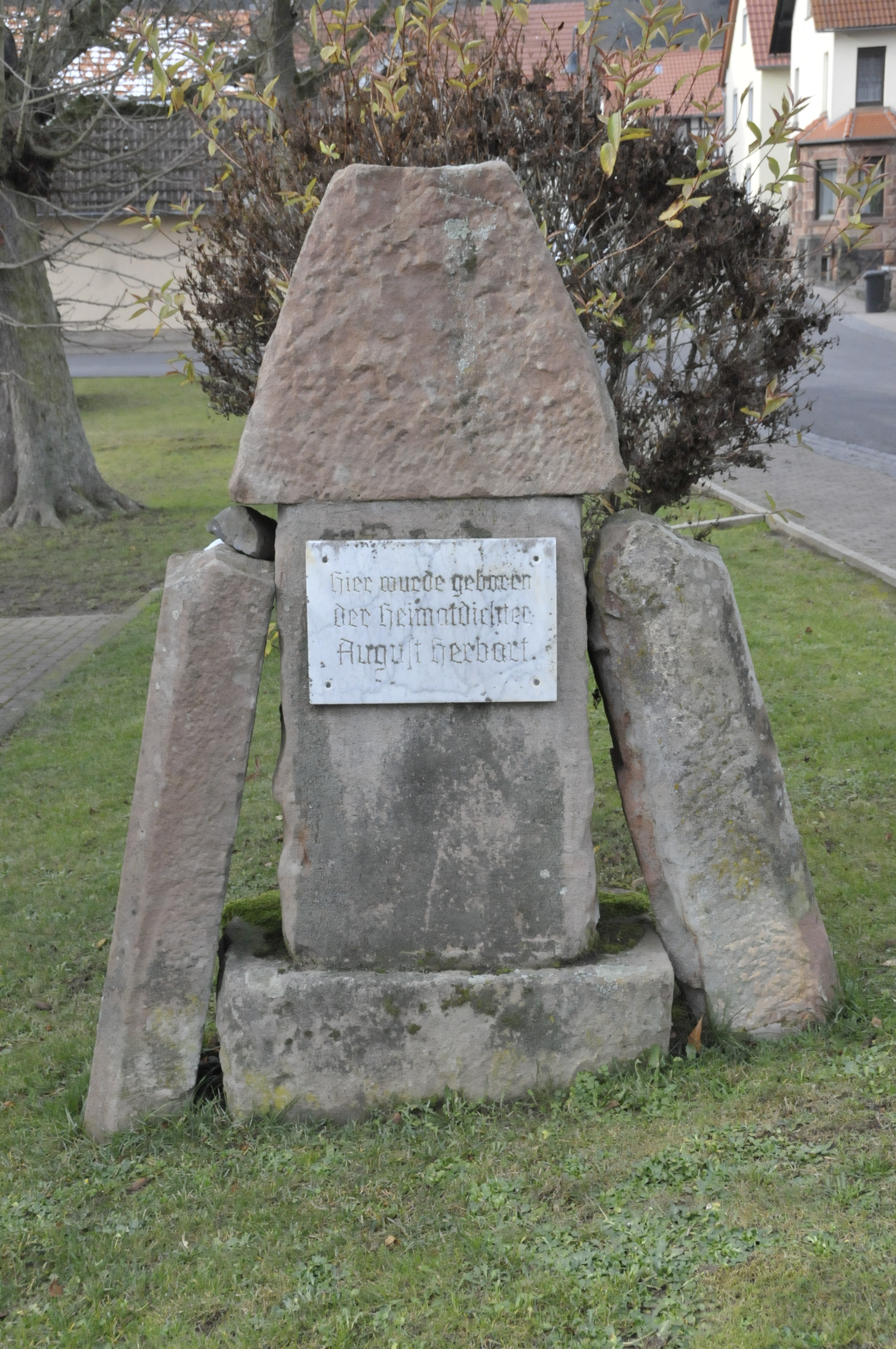
Gedenktafel in Wolfersbütt, am Dorfplatz

## Leben
August Herbart wurde am 1. Dezember 1851 als Sohn des Lehrers Johannes Herbart in dem kleinen Schulhaus in Wölferbütt in der thüringischen Rhön geboren. Seine Kindheit war zwar entbehrungsreich, aber harmonisch und anregend.
Später besuchte er das Lehrerseminar in Eisenach. Er war hauptberuflich Turnlehrer und unterrichtete an der damaligen Sekundar- und Georgenschule, zeitweilig an der Charlotten- und Jakobsschule, bis zu seinem Ruhestand im Jahr 1915.
August Herbart verstarb am 24. Oktober 1936 im Alter von 85 Jahren nach kurzer Krankheit in Eisenach.

## Leistungen
August Herbart war ein treuer Anhänger des Turnvaters Jahn und leitete viele Jahre den Eisenacher Turnverein, dem auch Fritz Reuter angehörte. Er gründete den Thüringer Turnlehrerverein, setzte sich für einen einheitlichen Unterricht in ganz Deutschland ein und war maßgeblich an der allgemeinen Einführung des Mädchenturnens an den Schulen beteiligt.
Er war Gründungs- und Ehrenmitglied des Rhönklubs.
Im Nachruf zu seinem Tode wurde geschrieben: August Herbart ist zum ersten bedeutenden Mundartdichter der Rhön geworden, der die Leiden und Freuden dieses herben Menschenschlages in Poesie und Prosa gefaßt hat. Der treffsichere Humor und die leise verborgene Wehmut sind vor allem die Kennzeichen seiner großen dichterischen Begabung.
Zu Ehren des Mundartdichters wurde die Hauptstraße in Wölferbütt nach ihm benannt und am Dorfplatz, wo sein Geburtshaus stand, wurde eine Gedenktafel errichtet.

## Werke
Die erste Auflage seiner Gedichtesammlung in Wölferbütter Mundart der Rhönklänge erschien 1887. Von ihr erschienen noch 2 weitere Auflagen eine zweite 1917 und eine dritte Auflage im Jahr 1937, kurz nach dem Tod des Verfassers. Im Jahr 1991 wurde eine gekürzte Reprint-Auflage der dritten Auflage herausgebracht.
August Herbart beschreibt in seinen Gedichten und Erzählungen vor allem das Leben der Menschen in der nördlichen Rhön. Er hat auch Gedichte von anderen Mundarten, zum Beispiel von Fritz Reuter, oder aus dem Hochdeutschen in die Rhöner Mundart übersetzt.